# SZK Zesztaponi
Az SZK Zesztaponi (grúz betűkkel საფეხბურთო კლუბი ზესტაფონი, magyar átírásban Szapehburto Klubi Zesztaponi, nemzetközi sajtóban FC Zestafoni – a város orosz neve után) grúz labdarúgócsapat Zesztaponiban, Grúziában. A grúz labdarúgó-bajnokság első osztályában szerepel, hazai mérkőzéseit a zesztaponi Centraluri stadiumiban (magyarul Központi Stadion) játssza.
A klubot 2004. június 18-án alapították a városi vasöntvénygyár főrészvényeseinek kezdeményezésére, és még ebben az évben megszerezte a grúz első osztályban való szereplés jogát is. Megalakulása óta a klub minden alkalommal bejutott a grúz labdarúgókupa-döntőjébe, azonban csak 2008-ban sikerült elhódítania azt.
A klub fennállásának legnagyobb sikerét a 2010–2011-es bajnoki évben ünnepelhette, amikor megnyerte az élvonalbeli pontvadászatot.

## Története

### Első labdarúgó-mérkőzések (–1920)
A labdarúgás már az 1900-as évek elején népszerűségnek örvendett Zesztaponiban, az első csapatot a helyi gimnázium legtehetségesebb diákjai alkották. A fellelhető források alapján Zesztafoni első mérkőzését 1918-ban egy nyugat-grúziai csapattal játszotta (a források eltérően nevezik meg Szenaki, illetve Ozurgeti csapatait) a Grúzia függetlenségének megünneplésére szervezett rendezvény keretein belül. Első nemzetközi mérkőzését 1920-ban egy Grúziában gyakorlatozó brit katonákból összeállított csapat ellen játszotta, és 2–1-es vereséget szenvedett.

### A Szovjetunió idejében (1921–1991)
Az 1920-as évek elején a Zesztafoni számos mérkőzést játszott a szomszédos városok csapataival. 1927-ben rendezték meg az első grúz labdarúgó-bajnokságot, melynek bajnoka Batumi városa lett.
Az 1930-as évek elején két labdarúgó-egyesület alakult meg Zesztafoniban: a Merchali és a Lokomotyiv. Mindkét csapat gyakran részt vett helyi és regionális labdarúgótornákon.
A zesztafoni labdarúgás igazi időszaka azonban az 1930-as évek második felében kezdődött el, miután a kohászati óriás, a Zesztafoni Vasöntvénygyár megkezdte működését. A vasöntvénygyári munkások 1937. május 10-én tartott gyűlésén egy új labdarúgócsapat megalakításáról is döntöttek, mely a Metallurgi nevet kapta. Az új csapatot már professzionális gondolkodásmód és szakértőkből álló vezetés irányította. A klub 1938-ban belépett a grúz labdarúgó-bajnokságba, ahol egészen 1989-ig szerepelt.
Ezen időszakban számos sikert könyvelhettek el: 1962-ben megnyerték a grúz kupát, 1967-ben, 1970-ben és 1982-ben második helyen végeztek a grúz labdarúgó-bajnokságban.
1990-ben egy új labdarúgóklub alakult Zesztaponiban, és SZK Margveti Zesztaponi néven a grúz másodosztályban kezdett.

### Újra Metallurgi (1999–2004)
Az SZK Margveti Zesztaponi csapata pénzügyi gondok miatt 1998-ban megszűnt. Helyét egy új klub vette át, és a legendás Metallurgi Zesztafoni névvel 1999-ben megkezdte a grúz másodosztály küzdelmeit. 2001-ben jutott fel a grúz első osztályba (Umagleszi Liga), azonban a 2003–2004-es szezonban pénzügyi gondok miatt kiesett a másodosztályba, ahol a szezont az utolsó helyen zárta, majd a klub feloszlott.

### SZK Zesztafoni (2004–)
Az SZK Zesztaponi 2004. június 18-án alakult és meghívást kapott a grúz élvonalba, ahol előbb az ötödik helyen zárt, majd a grúz kupában a döntőig menetelt.
Két negyedik helyet, és újabb két elbukott grúzkupa-döntőt követően 2007-ben mutatkozott be először a nemzetközi kupaporondon a kazah Tobil Kosztanaj ellen az Intertotó-kupa első fordulójában. 3–0-s kosztanaji vereséget követően a hazai 2–0-s győzelem nem volt elegendő, ezért búcsúzott a kupától.
2008-ban előbb megnyerte a grúz kupát, majd a bajnokság 3. helyén zárt, amely egyenes ági jogosítványt jelentett az utoljára kiírásra kerülő UEFA-kupa 1. selejtezőkörébe. Az ellenfél a Győri ETO csapata volt. A győri odavágó 1–1-es döntetlent hozott, azonban a grúziai visszavágón 2–1-es vereséget szenvedett, így újfent már az első fordulóban búcsúzott a nemzetközikupa-küzdelmektől.

## Sikerei
Grúz labdarúgó-bajnokság (Umagleszi Liga)
- - Bajnok (2 alkalommal): 2011, 2011-2012
  - Bronzérmes (2 alkalommal): 2008, 2010

- Grúz kupa (Szakartvelosz taszi)
  - Győztes (1 alkalommal): 2008
  - Ezüstérmes (3 alkalommal): 2005, 2006, 2007, 2012

- Grúz szuperkupa
  - Győztes (2 alkalommal): 2011, 2012
  - Ezüstérmes (1 alkalommal): 2008

## Játékosok

### Híresebb játékosok
- Beka Gociridze